# Berna (Personifikation)

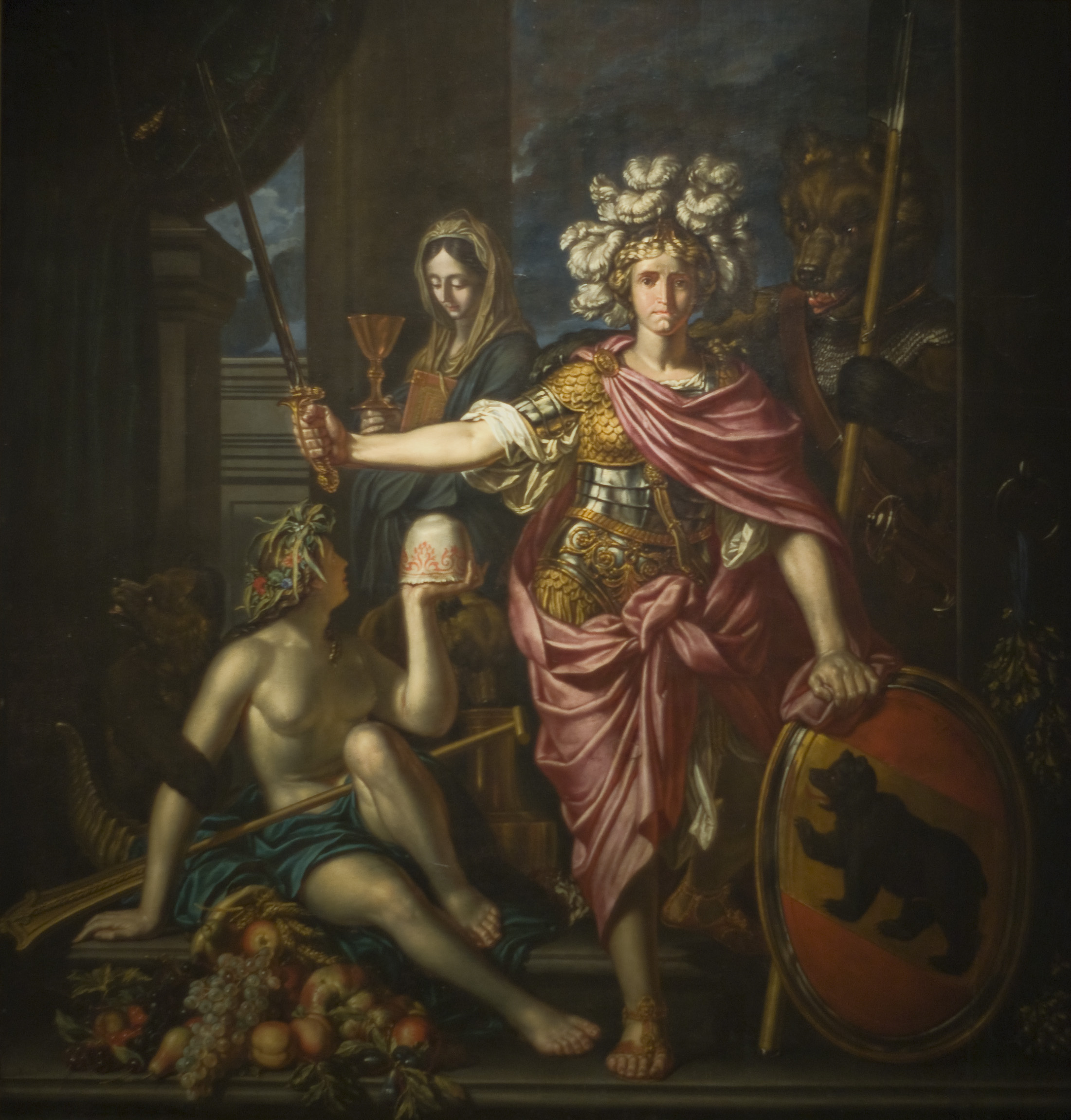
Allegorie des Staates Bern von Joseph Werner aus dem Jahr 1682

Berna ist die Personifikation der Schweizer Stadt Bern beziehungsweise des gleichnamigen Kantons. Wie andere frühe Kantonsallegorien und die gesamteidgenössische Allegorie Helvetia ist die Berna schon in der zweiten Hälfte des 17. Jahrhunderts belegt, z. B. auf einem Gemälde des Berner Künstlers Joseph Werner von 1682. Die Darstellungen der Berna zeigen sie mit dem Wappen von Bern und ausserdem oft mit einer Waffe wie ein Schwert oder eine Lanze. Des Weiteren ist die Berna vor allem im 18. und 19. Jahrhundert auf Medaillen zu sehen.
Der 1858 am Bundeshaus aufgestellte Brunnen wurde 1863 mit einer Statue der Berna versehen.
Der 1903 geschaffene Entwurf René de Saint-Marceauxs zum Weltpost-Denkmal wurde nach Hinzufügung einer Berna angenommen, sodass sie auch heute noch ein Teil des 1909 eingeweihten Denkmals auf der Kleinen Schanze ist.
In Bern und in Interlaken gibt es eine Bernastrasse.

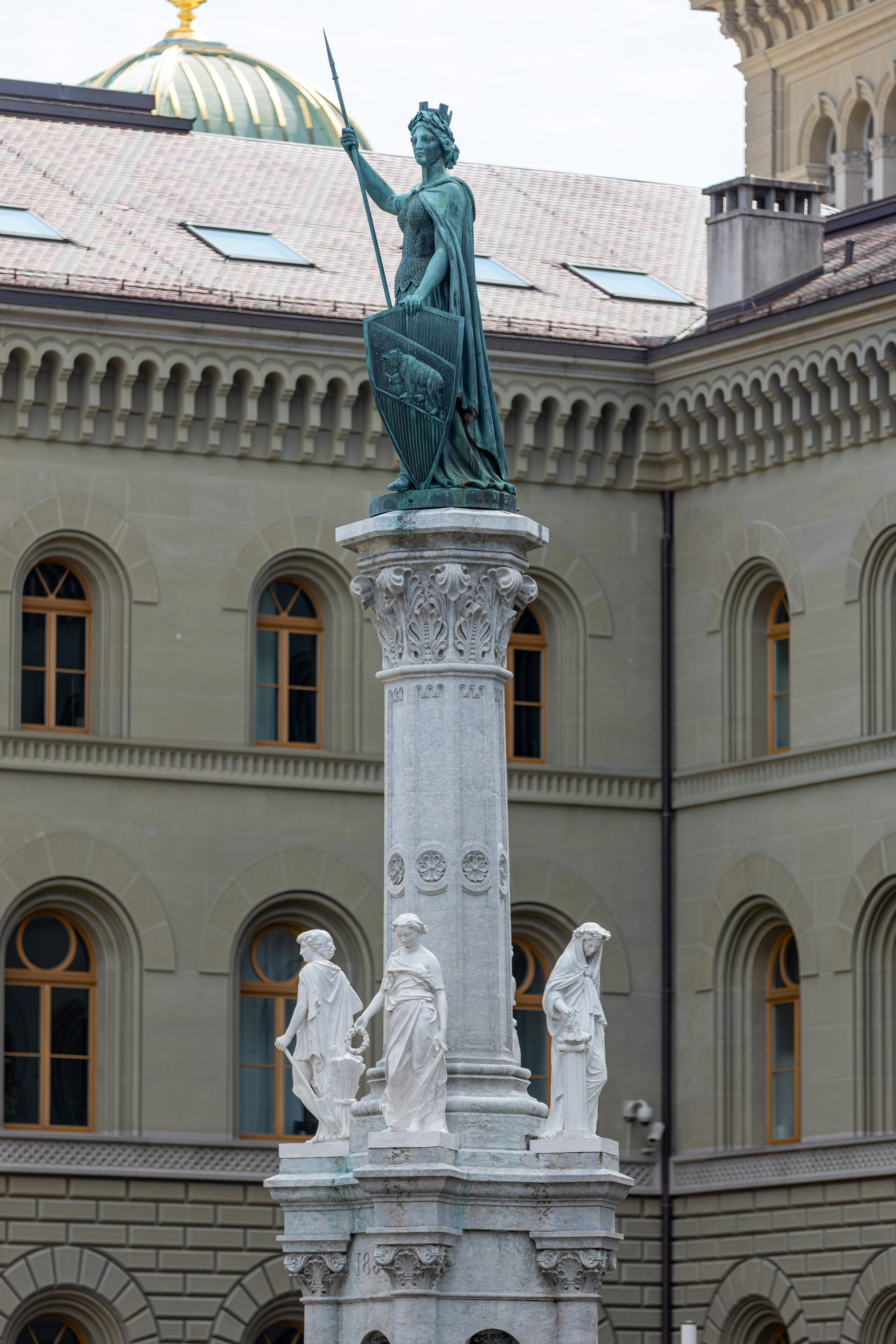
Berna-Brunnen beim Bundeshaus
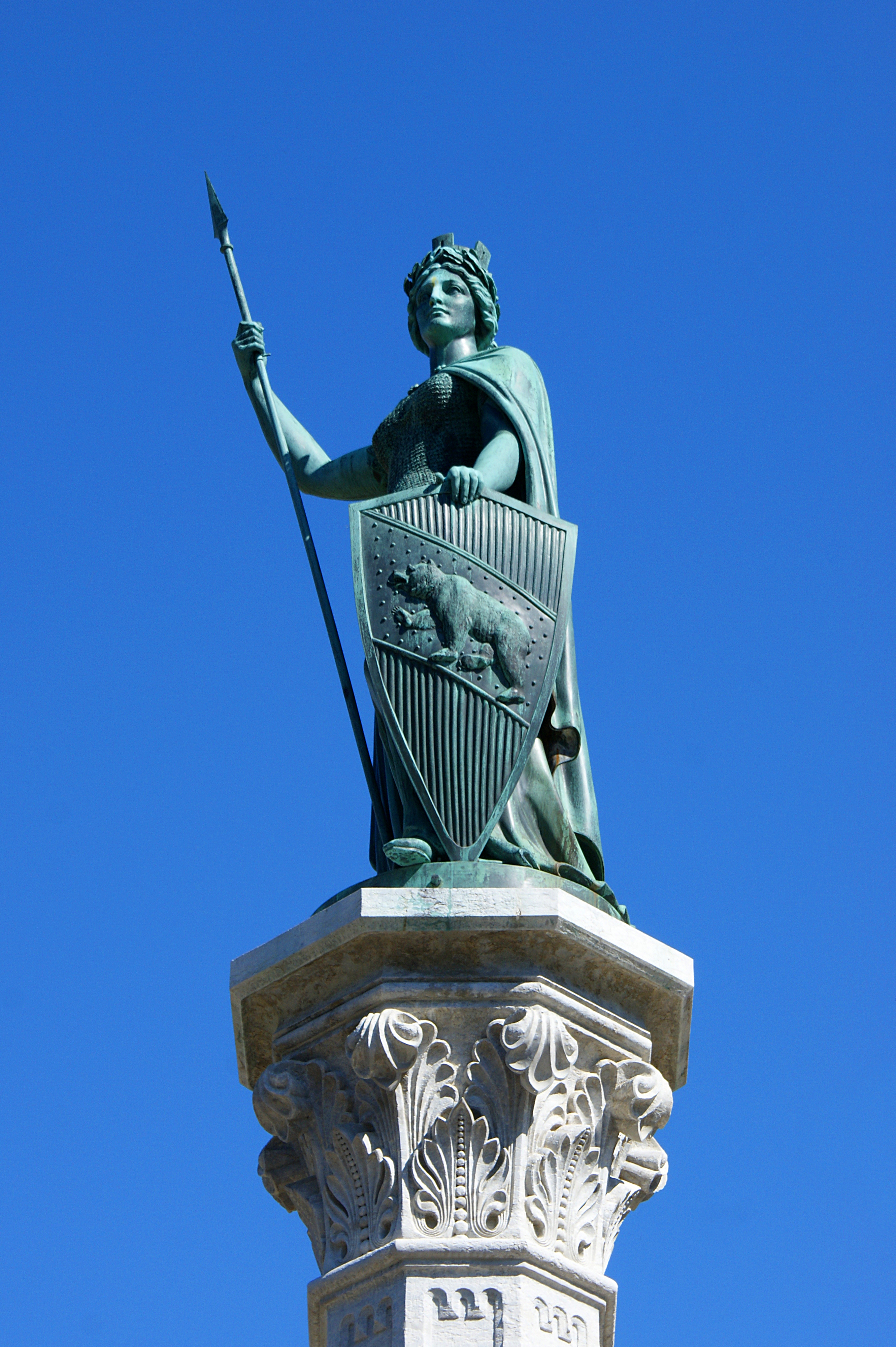
Bronzestatue Berna – Raphael Christen
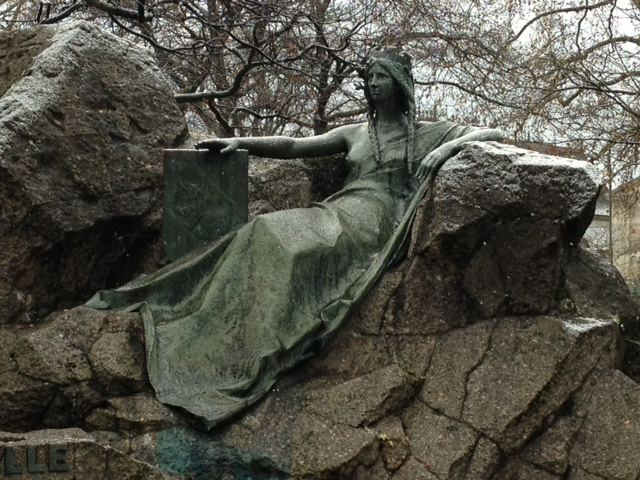
Berna als Teil des Weltpost-Denkmals